# Eugene Ostashevsky

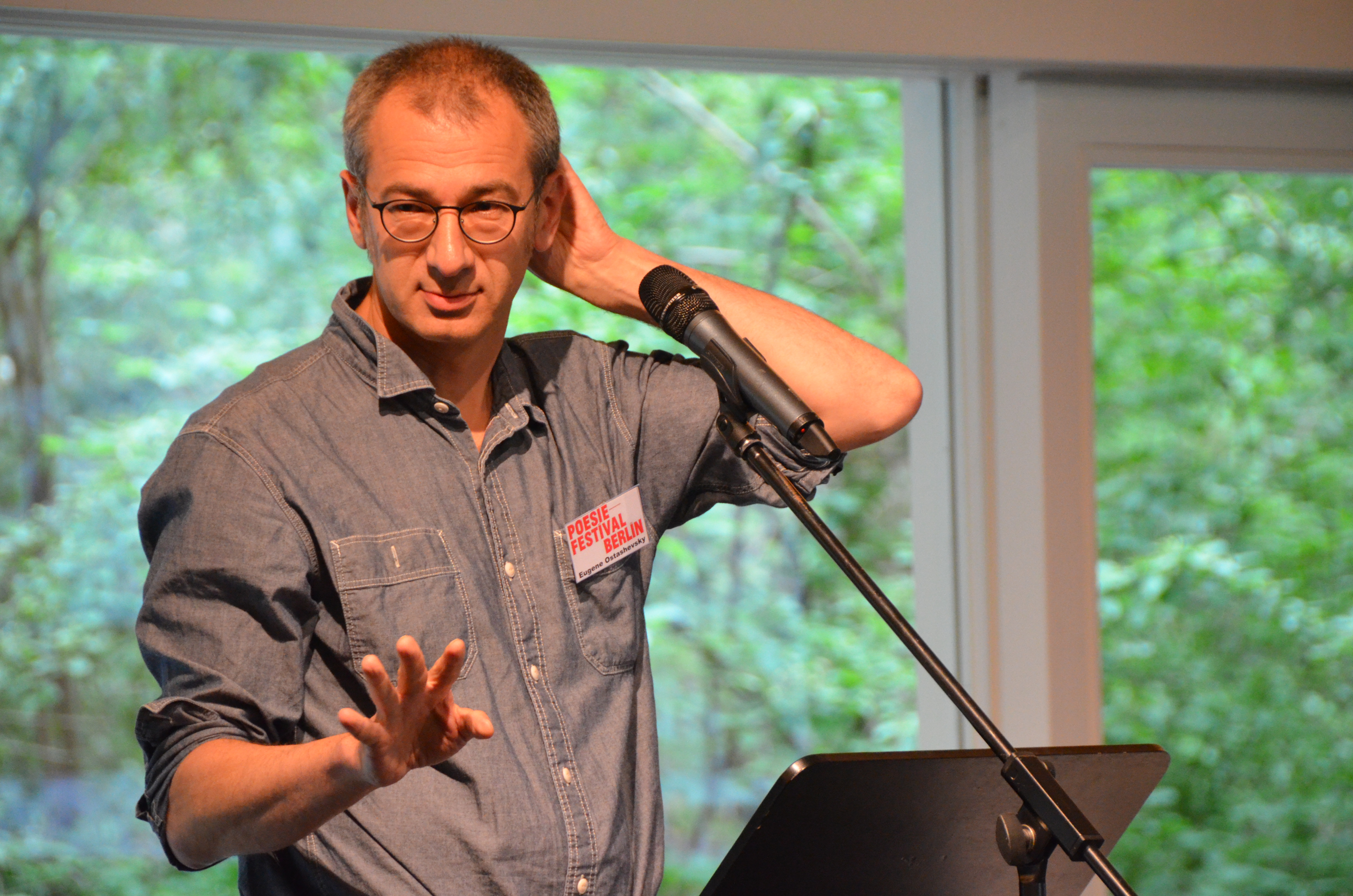
Eugene Ostashevsky bei einer Lesung auf dem Poesiefestival Berlin 2015

Eugene Ostashevsky (russisch Евгений Осташевский; geboren 1968 in Leningrad) ist ein russisch-amerikanischer Lyriker.

## Leben und Werk
Eugene Ostashevsky wanderte 1979 als Kind gemeinsam mit seiner Familie von Leningrad in die USA aus. Er wuchs zweisprachig auf. Er studierte Komparatistik an der Stanford University. Während der Studienzeit war er Mitglied des Schriftstellerkollektivs 9x9 Industries und der Performance Künstlergruppe Vainglorious. 2005 veröffentlichte er seinen ersten Gedichtband Iterature. Eugene Ostashevskys Schreiben ist von den Werken des russischen Absurden Daniil Charms beeinflusst und mutet vor allem durch lautmalerische Elemente teils dadaistisch an. Auch als Herausgeber beschäftigte Eugene Ostashevsky sich mit Daniil Charms und der von ihm gegründeten Gruppe OBERIU. 2006 erschien unter seiner Herausgeberschaft mit OBERIU: An Anthology of Russian Absurdism die erste englischsprachige Anthologie dieser Autoren. Der dritte Gedichtband von Eugene Ostashevsky erschien 2010 in einer Übertragung durch Uljana Wolf unter dem Titel Auf tritt Morris Imposternak, verfolgt von Ironien in deutscher Sprache. 2014 war der Lyriker Stipendiat des DAAD.
Eugene Ostashevsky lehrt neben dem eigenen Schreiben Literatur an der New York University.

## Auszeichnungen
- 2019: Preis der Stadt Münster für Internationale Poesie, zusammen mit den Übersetzerinnen Monika Rinck und Uljana Wolf, für den Gedichtband Der Pirat, der von Pi den Wert nicht kennt
- 2020: Arbeitsstipendium des Senat von Berlin[3]

## Werke
- Iterature. Ugly Duckling Presse, New York 2005
- als Herausgeber: Oberiu. An Anthology of Russian Absurdism. Northwestern UP Evanston, 2006
- The Life and Opinions of DJ Spinoza. Ugly Duckling Presse, New York 2008
- Auf tritt Morris Imposternak, verfolgt von Ironien. SuKuLTuR, Berlin 2010
- als Übersetzer: Alexander Vvedensky: An Invitation for Me to Think. NYRB (New York Review of Books)/Poets, New York 2013
- The Pirate Who Does Not Know the Value of Pi.  NYRB/Poets, New York 2017
  - dt.: Der Pirat, der von Pi den Wert nicht kennt. Gedichte. Aus dem amerikanischen Englisch von Monika Rinck und Uljana Wolf. kookbooks 2017, ISBN 978-3-937445830
- The Feeling Sonnets. NYRB/Poets, New York 2022, ISBN 978-1-681377025